# دين هودسون
دين هودسون (22 أكتوبر 1966 في المملكة المتحدة - ) (بالإنجليزية: Dean Hodgson)‏ هو لاعب كريكت بريطاني. لعب مع نادي وارويكشاير للكريكيت ‏ ونادي مقاطعة غلوستر للكريكت ‏ وCumbria County Cricket Club ‏.

## وصلات خارجية
- دين هودسون على موقع إي آس بي آن كريك إنفو (الإنجليزية)